# Herbert Grossberger
Herbert Grossberger (* 10. Dezember 1890 in Bodenwies, Österreich-Ungarn; † 28. April 1954 in Israel) war ein deutscher Dichter, Verleger und Zeichner.

## Leben
Herbert Grossberger (hebräischer Name: Zwi Golan) kam in jungen Jahren nach Heidelberg. Als Schulfreund teilte er mit Hermann Meister und zwei weiteren Mitschülern die große Leidenschaft des Bücherlesens und den Wunsch, selbst Verleger zu sein. Eine erste Clubzeitung, bestehend aus je einem kleinen handgeschriebenen Blatt, vornehmlich mit Sportnachrichten aus den Schulwettkämpfen, erschien 1904, jeweils mittwochs und samstags und kostete 2 Pfennig bzw. im Abonnement 12 Pf. Es folgten in ähnlicher Aufmachung Theaternachrichten und Buchverzeichnisse mit der Bitte um Buchspenden und einer Adresse, wo man diese ausleihen könne (Schreibwarenladen der Eltern). 1908 erwuchs aus einer immer noch als Handschrift verbreiteten Zeitung Der Pendler ein Verlag, der zumindest den gedruckten Erstling von Hermann Meister herausbrachte.
Ebenfalls seit 1908 hatten die beiden ein Kabarettprogramm auf die Beine gestellt, das 1910 um die Freunde Theo Engel und Maxim Schneider erweitert, als kleines Cabaret Der Wasseresel auftrat und nur einem auserwählten Publikum ohne Damen zugänglich war, da dabei etwa Phallus-Psalmen von ihm vorgetragen wurden; es kam allerdings nicht zu mehr als sechs Vorstellungen. Weitere drei Jahre wurde auf die Gründung des Saturn-Verlags gespart, bis 1911 das neue Unternehmen loslegen konnte. Herbert Großberger hatte hier die Doppelfunktion des dichterischen Beiträgers und des künstlerischen Ausgestalters inne. Mit Erscheinen des zweiten Jahrgangs der expressionistischen Zeitung Saturn unter der Herausgeberschaft Großbergers begann auch die Einbeziehung der österreichischen Beiträger Ernst Weiß, Heinrich Nowak bzw. Oscar Baum, die als Korrespondenten geführt wurden.
Von 1914 bis 1918 nahm er am Ersten Weltkrieg teil. Nach der Rückkehr beendete er sein Studium der Kunstgeschichte 1924 mit einer Promotion über Carl Philipp Fohr. Die Dissertation wurde nicht gedruckt, liegt jedoch in der Universitätsbibliothek Heidelberg vor.
Politisch hatte sich Großberg nach seiner Soldatenzeit für den Zionismus entschieden. 1921 fungierte er als verantwortlicher Redakteur der Freien Zionistischen Blätter, herausgegeben von Jakob Klatzkin und Nachum Goldmann. Die Zweimonatsschrift wurde aber bereits nach vier Nummern im August 1921 eingestellt. Die Programmatik der Zeitschrift vertrat bewusst den „Standpunkt des radikalen Zionismus“, den sie grundsätzlich „als ideelle und revolutionäre Bewegung“ einstuften (Zum Geleit, Nr. 1, Januar 1921, S. 3). Dementsprechend verstanden sich die Freien Zionistischen Blätter als „eine freie, unabhängige Tribüne [...] für die Erörterung aktueller Fragen des jüdischen und vornehmlich zionistischen Lebens“ (ebd., S. 1). Zu einer Zeit, in der sich die zionistische Bewegung in einer tiefgreifenden Umbruchsphase befand, sollte die Zeitschrift vornehmlich die „Praxis des Zionismus vom Standpunkt der zionistischen Idee“ kritisch bewerten und beleben (ebd., S. 2). Trotz ihrer kurzen Erscheinungsdauer konnten die Freien zionistischen Blätter eine Reihe namhafter Autoren als Mitarbeiter gewinnen, darunter Hugo Bergmann, Eugen Hoeflich, Israel Zangwill und Arnold Zweig, die sich in ihren Beiträgen schwerpunktmäßig der zionistischen Politik, der Kolonisation Palästinas sowie der sog. Araberfrage widmeten.
1924 gab er mit Robert Renato Schmidt die Zeitung Die Freude. Eine Zweimonatschrift heraus. 1925 wurde er Geschäftsführer und Lektor von dessen neugegründetem Merlin-Verlag. Die Anmeldung des Verlagssitzes lautete auf Großbergers Privatwohnung; zeitgleich erfolgte auch eine Eintragung als selbstständiger Verleger. In der Verlagsbuchhandlung Herbert Großberger erschienen Bücher zu Shakespeare, Medizin, Pädagogik, Philologie und zumindest für 1926 die Zeitschrift Verlagsbedarf – die Monatsschrift für den Buchverleger; insgesamt jedoch nicht mehr als 10 Titel, zu wenig, um als Verlag zu bestehen.
Seit Mitte der Zwanziger Jahre war er Leiter der Ortsgruppe Heidelberg der Zionistischen Vereinigung Deutschlands, die u. a. auch für Landkauf in Palästina warb, und Mitglied des Oberrats der Israeliten Badens. Seine Frau hielt 1934 Vorträge über das zionistische Israel, 1936 wurde ihm das Berufsverbot ausgesprochen, 1937 erfolgte die Liquidation seiner Niederlassung und er musste einen Beratervertrag für den arisierten Betrieb abschließen. 1939 erfolgte die Auswanderung nach Tel Aviv, von wo aus er nach zweijährigem Aufenthalt als Erzieher in ein Kinderheim in Kiryat Biyalik in der Nähe von Haifa übersiedelte (ein Buch über deutsche Kurstätten für Kinder hatte er 1930 verlegt). 1954 starb er in Israel.
Großberger war Mitglied  der Soncino-Gesellschaft – Freunde des jüdischen Buches.

## Wirkung
Zeitgleich mit der Veröffentlichung eines kleinen Erzählbändchens Die Pantöffelchen war Großberger im Kondor, der bedeutendsten Lyrikanthologie aus der Anfangszeit des literarischen Expressionismus vertreten, was sich in den Erinnerungen von Hiller folgendermaßen anhört: „Ein Jahr nach meinem Eintritt in die Kriegsflotte der Litteratur gab ich (bei Richard Weißbach in Heidelberg) den Kondor heraus, 1911 also, 'eine rigorose Sammlung radikaler Strophen'. Vierzehn Mitarbeiter: Blass, Max Brod, Arthur Drey, S. Friedlaender, Herbert Großberger, Hardekopf, Heym, Hiller, Kronfeld, die Lasker-Schüler, Rubiner, Schickele, Werfel und Paul Zech. Großberger ist der einzige unter ihnen, den ich persönlich nie kennen gelernt habe und über dessen Schicksal ich nicht das geringste weiß. Ich nahm seine Gedichte damals auf, ganz einfach weil sie mir gefielen“
1913 erschien ein Band mit erotischen Gedichten Exhibitionen und ebenfalls 1913 Die Reise in die Lunge, eine Reihe phantastischer Texte. „Dabei kehrt Großbergers Text den zeitgenössischen Mythos vom romantisch-idyllischen Heidelberg in sein Gegenteil um, indem er die regressive Flucht in eine heile Vergangenheit ebenso verbietet wie den Rückzug aus der literarischen [...]“.
Zahlreiche Bücher des Hermann Meister Verlags wurden von ihm ausgestattet (auch das Verlagssignet geht auf ihn zurück). Teilweise vertrieb der Verlag auch Sonderauflagen der Holz- bzw. Linolschnitte als Einzelblätter, die auch koloriert wurden.

## Schriften
- Vermischtes. In: Saturn. Eine Monatsschrift, hrsg. von Hermann Meister und Herbert Großberger; später: Robert Renato Schmidt. Saturn-Verlag, Heidelberg 1911–1920. 5 Jahrgänge.
- Die Pantöffelchen. Kleine Geschichten. Saturn-Verlag, Heidelberg 1912. 16 S.
- Gedichte. In: Der Kondor, hrsg. von Kurt Hiller. Verlag von Richard Weissbach, Heidelberg 1912, S. 53–56.
- Exhibitionen. Gedichte. Saturn-Verlag Hermann Meister, Heidelberg 1913. 31 S.
- Die Reise in die Lunge und andere Märchen. Saturn-Verlag, Heidelberg 1913. 61 S.
- Carl Philipp Fohr. Ein Umriß seiner künstlerischen Entwicklung. Dissertation Heidelberg 1924. 126 S. (maschinenschr.).